# Église Saint-Vincent de Graz
Pour les articles homonymes, voir Église Saint-Vincent.

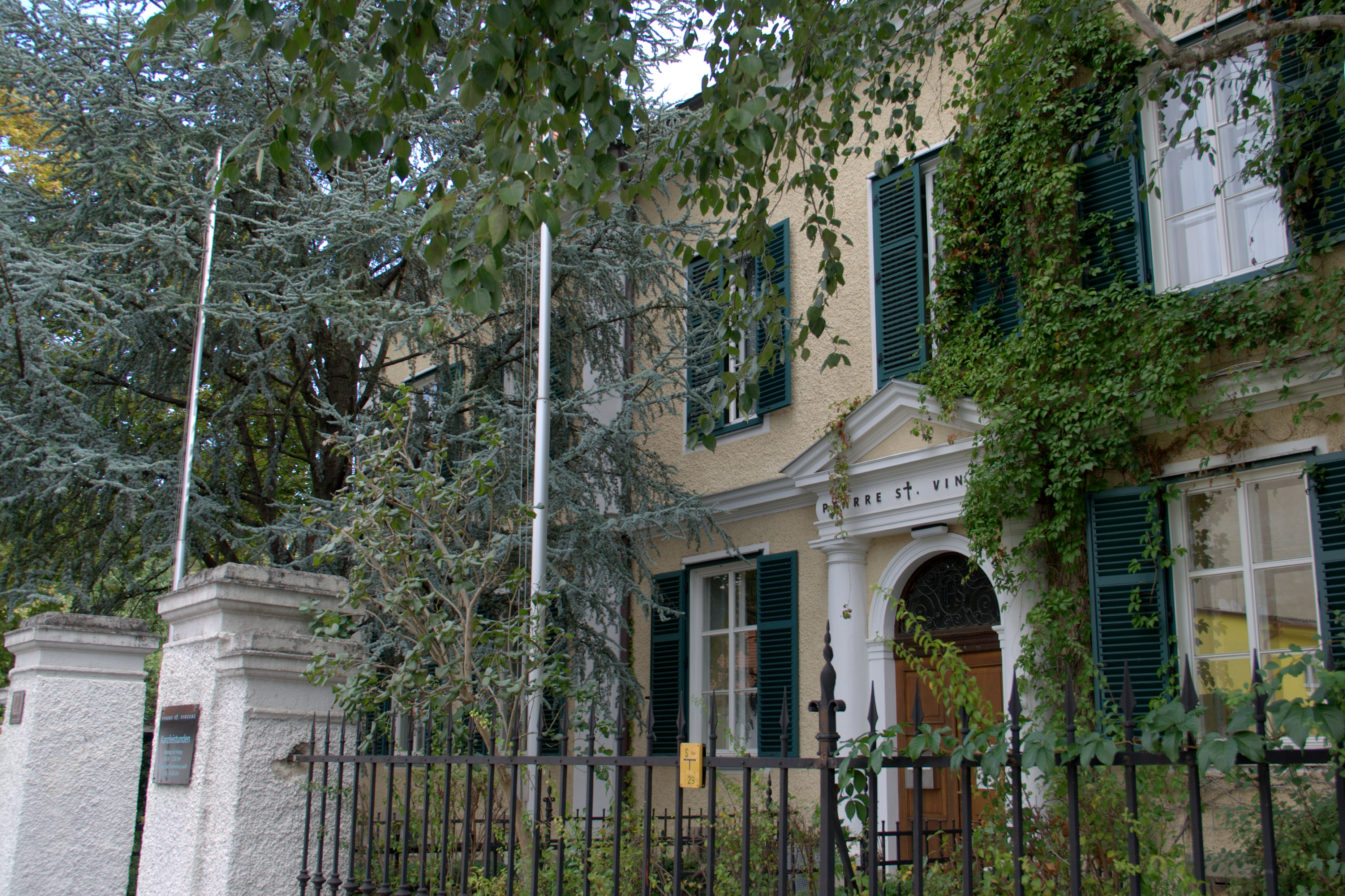
Presbytère Saint-Vincent

La Vinzenzkirche est une église paroissiale catholique romaine située dans le quartier Eggenberg à Graz en Autriche. Elle est consacrée à Saint Vincent de Paul.

## Histoire et conception
A la fin du XIXe siècle, il y avait un village appelé Algersdorf dans les champs à l'extérieur de Graz. L’installation d’entreprises industrielles a entraîné une croissance démographique. C'est pour cette raison que le prince-évêque, alors Johann Baptist Zwerger, souhaita créer un centre d'assistance et de pastorale pour la population pauvre. Il confia cette tâche aux Lazaristes, qui installèrent ainsi  leur deuxième branche à Graz. La première pierre a été posée le 9 mai 1892. Pour des raisons de coût, le style architectural de la Renaissance et non du gothique a été choisi durant la période historiciste. L'église est consacrée le 24 avril 1895. À côté du portail du côté sud se trouvent des statues de Saint-Pierre,  Léopold et Saint Jean-Baptiste.
L'église est paroissiale depuis 1932. 

## Orgue
L'orgue a été construit en 1900 par le facteur d'orgue Konrad Hopferwieser et restauré en 2003.

## Liens Internet
- Paroisse de Graz-St. Vincent
- Histoire de quelques paroisses lazaristes en Autriche, section Maison de la Mission et paroisse Saint-Vinzenz, Autriche lazariste, Congrégation de la Mission
- Paroisses lazaristes en Autriche : Paroisse St. Vincent, Graz. Lazaristes Autriche